# Charles Sauvajon
Pour les articles homonymes, voir Sauvajon.
Charles Sauvajon, né le 14 juin 1908 et mort le 16 février 1993, est un homme politique français.

## Détail des fonctions et des mandats
Mandat parlementaire
- 17 juin 1951 - 1er décembre 1955 : Député de la Drôme

Fonctions locales
De 1947 à 1959, il est élu conseiller municipal, et tient le poste d'adjoint au maire de Valence.
Responsabilités associatives
Il est président de l'association Les Amis de Léoncel de 1976 à 1984.